# 常芝青
常芝青（1911年2月25日—1985年8月18日），男，汉族，山西交城人，中国报刊活动家，曾任《光明日报》社总编辑，第三届全国人大代表。